# Гуденсберг
Гуденсберг (на немски: Gudensberg) е малък град в Северен Хесен, Германия с 9264 жители (към 31 декември 2012).
Намира се на река Емс на около 20 км южно от Касел и 10 км североизточно от Фритцлар (въждушна линия).
За пръв път е споменат в документ през 1121 г., когато Гизо IV е граф на Гуденсберг.
До 1277 г. Гуденсберг е резиденция на ландграфовете на Ландграфство Хесен, управлявано е от Дом Хесен.